# Poznań Challenger
Il Poznań Challenger è stato un torneo professionistico di tennis giocato su campi in terra rossa. Faceva parte dell'ATP Challenger Series. Si giocava annualmente a Poznań in Polonia.

## Albo d'oro

### Singolare
| Anno | Campione          | Finalista          | Punteggio        |
| ---- | ----------------- | ------------------ | ---------------- |
| 1992 | Sláva Doseděl     | Daniel Vacek       | 6–4, 3–6, 7–6    |
| 1993 | Andrea Gaudenzi   | Milen Velev        | 6–3, 3–6, 6–3    |
| 1994 | Horst Skoff       | Christian Miniussi | 6–7, 6–3, 6–4    |
| 1995 | Jordi Arrese      | Tomás Carbonell    | 6–4, 6–2         |
| 1996 | Thierry Champion  | Ionuț Moldovan     | 6–0, 6–3         |
| 1997 | Jeff Tarango      | David Rikl         | 7–5, 6–3         |
| 1998 | Christian Ruud    | Martín Rodríguez   | 1–6, 6–3, 6–3    |
| 1999 | Galo Blanco       | Fredrik Jonsson    | 6–4, 6–2         |
| 2000 | Christophe Rochus | Adrian Voinea      | 6–4, 3–6, 7–6(4) |

### Doppio
| Anno | Campioni                            | Finalisti                         | Punteggio     |
| ---- | ----------------------------------- | --------------------------------- | ------------- |
| 1992 | Tomasz Iwanski Dick Norman          | Sergio Cortés Vicente Solves      | 4–6, 6–3, 6–2 |
| 1993 | Michiel Schapers Daniel Vacek       | Cristian Brandi Federico Mordegan | 6–7, 6–4, 7–6 |
| 1994 | Martin Blackman Sergio Cortés       | Emanuel Couto João Cunha e Silva  | 6–7, 7–5, 7–5 |
| 1995 | Bill Behrens Matt Lucena            | Jeff Belloli Jack Waite           | 7–5, 6–1      |
| 1996 | Cristian Brandi Filippo Messori     | Devin Bowen David Roditi          | 6–3, 6–4      |
| 1997 | David Rikl Tomáš Anzari             | Jordi Burillo László Markovits    | 6–3, 6–2      |
| 1998 | Sebastián Prieto Martín Rodríguez   | Cristian Brandi Márcio Carlsson   | 6–3, 6–4      |
| 1999 | Massimo Ardinghi Davide Sanguinetti | Hugo Armando Andrej Čerkasov      | 6–4, 6–4      |
| 2000 | Petr Pála Pavel Vízner              | Tomáš Cibulec Leoš Friedl         | 6–3, 6–0      |